# 나카사토정
나카사토정(中里町)은 아오모리현 쓰가루반도의 중앙부에 위치했던 기타쓰가루군의 정이다. 2005년 3월 28일 고도마리촌을 합병해 나카도마리정의 일부가 되었기 때문에 폐지되었다.

## 지리
면적의 약 62%는 산림, 약 28%는 평지로 구성되어있다.

## 연혁
- 1889년 4월 1일 - 다케다촌·나카자토촌·우치가타촌의 3촌이 제정되었다.
- 1941년 9월 10일 - 정으로 승격하였다.
- 1955년 3월 1일 - 우치가타촌, 다케다촌과 합병하였다.
- 1966년 12월 1일 - 이나가키촌 일부의 경계를 조정하였다
- 2005년 3월 28일 - 고도마리 촌과의 합병에 의해 나카도마리 정이 되었다.

## 교통

### 도로
- 국도 339호선